# Strade provinciali della provincia di Barletta-Andria-Trani
Questo è un elenco delle strade provinciali e delle strade statali declassate presenti sul territorio della provincia di Barletta-Andria-Trani (istituita nel 2009 con scorporo dalle ex province provincia di Bari e Foggia) e gestite dalla stessa. 

## SP 1 - SP 20
| Numero | Numerazione precedente                 | Denominazione                                 | Percorso | Km     |
| ------ | -------------------------------------- | --------------------------------------------- | --- | ------ |
|        |                                        |                                               | |        |
|        | SP 130 (BA)                            | Trani - Andria                                | - | 8,745  |
|        | SP 231 (BA); SP 95 bis (FG) - ex SS 98 | Andriese - Coratina                           | da Canosa di Puglia (ponte sul fiume Ofanto), come prosecuzione della SP 95 bis (FG), al confine con la Città metropolitana di Bari (comune di Corato), ove prosegue come SP 231 (BA) | 32,034 |
|        | SR 6 (Puglia)                          | della Murgia Centrale                         | dalla SS 93 presso Canosa di Puglia alla SP 47 presso Loc. Cavone (Spinazzola) | 35     |
|        | SP 230 (BA) - ex SS 97                 | delle Murge                                   | dalla SP 2 al confine con la Città metropolitana di Bari (comune di Poggiorsini), ove prosegue come SP 230 (BA)                                                                       | 43,280 |
|        | SP 141 (FG) - ex SS 159                | delle Saline                                  | dalla NSA 113 (vecchio percorso della SS 16) al confine con la Provincia di Foggia (comune di Zapponeta), ove prosegue come SP 141 (FG)                                               | 18,168 |
|        | SP 75 (FG) - ex SS 544                 | di Trinitapoli                                | dalla NSA 113 al confine con la Provincia di Foggia (comune di Cerignola), ove prosegue come SP 75 (FG)                                                                               | 15,286 |
|        | SP 234 (BA) - ex SS 170                | di Castel del Monte                           | da Minervino Murge al confine con la Città metropolitana di Bari (comune di Corato), ove prosegue come SP 234 (BA)                                                                    | 21,640 |
|        | SP 234 bis (BA) - ex SS 170 dir./B     | di Castel del Monte                           | dalla SS 170 dir./A a Castel del Monte | 0,520  |
|        | SP 232 (BA) - ex SS 168                | di Venosa                                     | da Spinazzola al confine con la Basilicata (comune di Palazzo San Gervasio), ove prosegue come SP ex SS 168 (PZ)                                                                      | 8,915  |
|        | SP 232/a (BA) - ex SS 168 racc.        | di Venosa                                     | dalla SP 9 (bivio SP 56) a Spinazzola | 1,905  |
|        | SP 233 (BA) - ex SS 169                | di Genzano                                    | dalla SP 9 al confine con la Basilicata (comune di Genzano di Lucania), ove prosegue come SP ex SS 169 (PZ)                                                                           | 2,985  |
|        | SP 238 (BA) - ex SS 378                | di Altamura                                   | da Trani al confine con la Città metropolitana di Bari (comune di Corato), ove prosegue come SP 238 (BA)                                                                              | 7,300  |
|        | SP 62 (FG)                             | Cerignola - Trinitapoli - Saline              | dal confine con la Provincia di Foggia (comune di Cerignola), come prosecuzione della SP 62 (FG), alla SP 5                                                                           | 14,465 |
|        | SP 61 (FG)                             | La Lotta - Margherita                         | dalla SP 6 a Margherita di Savoia | 3,600  |
|        | SP 63 (FG)                             | San Ferdinando - Trinitapoli                  | - | 5,600  |
|        | SP 66 (FG)                             | Trinitapoli - Zapponeta                       | dalla SP 6 al confine con la Provincia di Foggia (comune di Zapponeta), ove prosegue come SP 66 (FG)                                                                                  | 1,895  |
|        | SP 65 (FG)                             | SP 75 - Ponte Canosa                          | dal confine con la Provincia di Foggia (comune di Cerignola), come prosecuzione della SP 65 (FG), alla SP 18                                                                          | 2,086  |
|        | SP 64 (FG)                             | Ponte Canosa - San Ferdinando - C.da Caprioli | dalla SP 2 alla SP 13 | 9,693  |
|        | SP 142 (BA)                            | Accesso a Canne della Battaglia               | dalla SS 93 alla SP 21 | 5,710  |
|        | SP 59 (BA)                             | San Paolo                                     | da Canosa di Puglia alla SP 2 | 1,755  |

## SP 21 - SP 40
| Numero | Numerazione precedente | Denominazione                                              | Percorso | Km     |
| ------ | ---------------------- | ---------------------------------------------------------- | --- | ------ |
|        |                        |                                                            | |        |
|        | SP 3 (BA)              | Salinelle                                                  | dalla SS 93 alla NSA 113 | 24,768 |
|        | SP 12 (BA)             | da Barletta alla SP 2                                      | - | 16,506 |
|        | SP 182 (BA)            | dalla SS 93 alla SP 22                                     | - | 6,865  |
|        | SP 181 (BA)            | da Canosa di Puglia alla SP 2                              | - | 10,786 |
|        | SP 124 (BA)            | S. Maria dei Miracoli - Palombaro - SS 93                  | da Andria (località Santa Maria dei Miracoli) alla SS 93 | 8,680  |
|        | SP 189 (BA)            | Raccordo tra la SS 16, la SS 170 dir./A, fino a Montaltino | dalla SP 27 alla SP 22 | 12,350 |
|        | SP 168 (BA)            | Barletta - Corato                                          | da Barletta al confine con la Città metropolitana di Bari (comune di Corato), ove prosegue come SP 168 (BA)                                                                             | 15,620 |
|        | SP 46 (BA)             | Canosa di Puglia - Montegrosso                             | dalla SP 2 alla SP 4 | 6,125  |
|        | SP 141 (BA)            | Andria - Santa Maria dei Miracoli                          | - | 1,115  |
|        | SP 188 (BA)            | Trani - SP 33                                              | - | 4,795  |
|        | SP 43 (BA)             | Andria - Troianello - Montegrosso                          | - | 13,690 |
|        | SP 149 (BA)            | da Montegrosso alla SP 2                                   | - | 2,206  |
|        | SP 13 (BA)             | Andria - Bisceglie                                         | - | 15,185 |
|        | SP 85 (BA)             | Bisceglie - Ruvo-Corato                                    | da Bisceglie al confine con la Città metropolitana di Bari (comune di Corato), ove prosegue come SP 85 (BA)                                                                             | 7,180  |
|        | SP 86 (BA)             | Bisceglie - Ruvo di Puglia                                 | da Bisceglie al confine con la Città metropolitana di Bari (comune di Ruvo di Puglia), ove prosegue come SP 86 (BA)                                                                     | 8,720  |
|        | SP 23 (BA)             | Molfetta - Corato                                          | dal confine con la Città metropolitana di Bari (comune di Molfetta) al confine con la Città metropolitana di Bari (comune di Corato), già percorso integrante della suddetta SP 23 (BA) | 4,995  |
|        | SP 30 (BA)             | Corato - SP 2                                              | dal confine con la Città metropolitana di Bari (comune di Corato), come prosecuzione della SP 30 (BA), alla SP 2 (località Papparicotta)                                                | 12,705 |
|        | SP 174 (BA)            | Raccordo SP 234 (BA) - SP 2                                | dal confine con la Città metropolitana di Bari (comune di Corato), come prosecuzione della SP 174 (BA), alla SP 2 (località Petrone)                                                    | 20,170 |
|        | SP 155 (BA)            | da Minervino Murge alla Andria-Montegrosso                 | da Minervino Murge alla SP 31 | 12,705 |
|        | SP 143 (BA)            | Canosa di Puglia - Cefalicchio - Samele                    | dalla SP 2 alla SP 41 | 7,277  |

## SP 41 - SP 59
| Numero | Numerazione precedente | Denominazione                                      | Percorso | Km     |
| ------ | ---------------------- | -------------------------------------------------- | --- | ------ |
|        |                        |                                                    | |        |
|        | SP 4 (BA)              | Macinali                                           | dalla SS 93 alla SP 44 | 10,389 |
|        | SP 24 (BA)             | Gaudiano                                           | dal confine con la Basilicata (comune di Lavello), come prosecuzione della SP 78 (PZ), alla SP 28                                                                         | 15,032 |
|        | SP 219 (BA)            | Galere                                             | dalla SS 93 al confine con la Basilicata (comune di Lavello), ove prosegue come SP 130 (PZ)                                                                               | 2,467  |
|        | SP 221 (BA)            | Anulare dell'invaso Locone                         | dal confine con la Basilicata (comune di Lavello), come prosecuzione della SP 21 (PZ), al confine con la Basilicata (comune di Montemilone, ove prosegue come SP 115 (PZ) | 14,593 |
|        | SP 64 (BA)             | da Minervino al raccordo anulare verso Lavello     | da Minervino Murge alla SP 44 | 5,275  |
|        | SP 223 (BA)            | da Minervino al raccordo anulare verso Montemilone | dalla SP 45 alla SP 44 | 1,950  |
|        | SP 138 (BA)            | Piano del Monaco - Ponte Impiso                    | dalla SP 7 alla SP 4 (Monte Caccia) | 10,850 |
|        | SP 5 (BA)              | Arginale Locone                                    | dalla SP 4 alla SP 44 | 8,998  |
|        | SP 222 (BA)            | Paredano                                           | dalla SP 4 (bivio SP 48) alla SP 4 (bivio SP 50) | 6,230  |
|        | SP 7 (BA)              | Capodacqua I                                       | dalla SP 4 (bivio SP 49) alla SP 51 (bivio SP 53) | 5,735  |
|        | SP 194 (BA)            | Tufara                                             | dalla SP 4 al confine con la Basilicata (comune di Genzano di Lucania), come SP 129 (PZ)                                                                                  | 5,155  |
|        | SP 200 (BA)            | Capodacqua II                                      | dalla SP 51 al confine con la Città metropolitana di Bari (comune di Poggiorsini), come SP 200 (BA)                                                                       | 0,493  |
|        | SP 8 (BA)              | Strada di bonifica n. 27                           | dalla SP 51 (bivio SP 50) al confine con la Città metropolitana di Bari (comune di Poggiorsini), come SP 8 (BA)                                                           | 0,610  |
|        | SP 152 (BA)            | da Spinazzola alla SP 9 per Palazzo San Gervasio   | da Spinazzola alla SP 9 (località Spinazzola scalo) | 1,835  |
|        | SP 25 (BA)             | Santa Lucia                                        | dalla SP 9 al confine con la Basilicata (comune di Palazzo San Gervasio), ove prosegue come SP 77 (PZ)                                                                    | 7,110  |
|        | SP 197 (BA)            | Ischia del Papa                                    | dalla SP 9 (bivio SP 10) alla SP 57 | 4,731  |
|        | SP 196 (BA)            | Arginale Basentello                                | dalla SP 56 al confine con la Basilicata (comune di Genzano di Lucania), ove prosegue senza dicitura sino alla SP 129 (PZ)                                                | 2,004  |
|        | SP 195 (BA)            | Roviniero II                                       | dalla SP 4 alla SP 50 | 4,731  |
|        | SP 199 (BA)            | Montepote                                          | dalla SP 9 (bivio SP 4) al confine con la Basilicata (comune di Genzano di Lucania), ove prosegue senza dicitura sino alla SP 129 (PZ)                                    | 4,464  |